# Pietro Sanchini
Pietro Sanchini (Urbino, 29 giugno 1915 – Urbino, 30 ottobre 2002) è stato un incisore italiano.

## Biografia
Nacque il 29 giugno 1915 in Urbino; prima di intraprendere la carriera artistica ha lavorato come carpentiere. Iniziò a frequentare l'Istituto per la Decorazione e l'Illustrazione del Libro nel 1937, sotto la guida di Francesco Carnevali, Mario Delitala e Umberto Franci; conseguì il Diploma di Perfezionamento, abilitante all'insegnamento della Xilografia, nel 1941.
Nonostante la chiamata nell'esercito, continuò la sua attività artistica dedicandosi a soggetti riguardanti la vita militare; questo periodo fu molto proficuo, in quanto le opere che realizzò gli procurarono diversi premi e riconoscimenti, come il "Premio Bianco e Nero" alla XXIII Biennale d'Arte di Venezia (Padiglione degli artisti in armi, 1942).
Nel 1943 ottenne la cattedra di Arte Grafica, presso la Scuola che lo aveva vista studente qualche anno prima, che mantenne fino al 1973; quando ricoprì la carica di direttore dell'omonima scuola (1972 - 1976) e la carica di direttore dell'Istituto Superiore per le Industrie Artistiche (1973 - 1976). Sanchini fu molto coinvolto dall'insegnamento, svolgendo tale professione con grande passione e dedizione.
Tra gli allievi di Sanchini ci fu Ettore Bonfatti Sabbioni, promettente artista italiano, incisore, morto a soli 39 anni nel 1983. 
Ricevette numerosi premi e riconoscimenti per le sue opere, come: alla "Mostra di Primavera" di Urbino (1947 - 48), alla "BNEL" di Milano (1949) e alla "II Biennale dell'Incisione Italiana Contemporanea" di Venezia.
Le prime opere di Sanchini hanno per oggetto la vita contadina, nella sua semplice ma al contempo cruda quotidianità, in uno stile lineare e illustrativo molto simile a quello di Albrecht Dürer, mutuato dall'insegnamento del Delitala; un'attenzione particolare la rivolge al tema della maternità molto presente nelle sue opere. La rivoluzione del suo stile si svilupperà verso gli anni '50, con nuove soluzioni tecniche, come la realizzazione di fitte linee trasversali proiettate perpendicolarmente, e nuovi contenuti, maggiormente legati alla realtà del suo tempo e alle tematiche sociali. Oltre alla Xilografia, Sanchini s'interessò anche di altre tecniche artistiche, come il settore della Grafica, a partire dagli anni '60.
Inoltre s'impegnò molto anche nella vita sociale e culturale della sua città, con l'ideazione e la promozione dei Corsi Estivi Internazionali di Incisione, assieme ai colleghi Carlo Ceci e Renato Bruscaglia, e la promozione della Festa dell'aquilone; fu anche socio della locale Accademia Raffaello, dal 4 gennaio 1948, di cui fu anche consigliere nel Consiglio Direttivo, dal 1952 al 1969.
Morì a Urbino nel 2002.